# برهان قرآن
برهان قرآن کتابی از صدرالدین بلاغی است که در سال ۱۳۳۴ منتشر و برندهٔ جایزه کتاب سال سلطنتی شد.